# Wondrak
Wondrak es una novela del escritor austriaco Stefan Zweig publicada en España en un libro recopilatorio llamado La mujer y el paisaje.

## Argumento
A finales del siglo XIX en una remota aldea de Bohemia, un hecho asombroso centra todas las conversaciones.  Ruzena Sedlak acaba de dar a luz a un niño, fruto de una violación. Nadie en el pueblo puede imaginar a un hombre que pueda desear a una mujer tan fea como ella, apodada calavera porque no tiene nariz. La mera visión de sus dos agujeros negros en el centro de su cara es suficiente para repeler a los hombres más emprendedores. 
Sin embargo, su hijo está ahí y por primera vez en su vida, le da una razón de existir. Vivir lejos de todos, en las profundidades de un bosque, le permite criar a su hijo, sin ver nunca a nadie. A pesar de ello, se ve obligada a incluirle en el registro civil y, con el tiempo, se ve obligada a llevarle a la escuela. 
El niño crece y se vuelve un hombre cuando se entera - ya en 1917 - que su hijo debe ir a la guerra. Petrificada, rebelde, ella urde un plan para escapar de la policía que le busca.

## Análisis
Un tema recurrente de Stefan Zweig, aquí se discute la legalidad de la guerra. El ángulo elegido por el autor es muy interesante porque, lejos de demostrar la perspectiva intelectual y moral, la guerra es vista aquí por la mirada de una campesina, madre de un hijo al que quiere proteger. Con todo su talento, Stefan Zweig hace compartir la confusión, el miedo, la sensación de injusticia que experimenta la heroína. Este texto, junto con otros muestra su implicación en su compromiso con la paz. 